# قصائد (مجموعة شعرية)
قصائد، مجموعة شعرية من مؤلفات الشاعر العربي السوري نزار قباني، صدرت في عام 1956، عن دار الآداب للنشر والتوزيع في بيروت، لبنان.